# Calvaire de Remungol
Le calvaire de Remungol, est situé près de l'église du bourg de Remungol dans la commune d'Évellys, dans le département du Morbihan.

## Historique
La croix du XVIIe siècle du calvaire de Remungol fait l’objet d’un classement au titre des monuments historiques depuis le 12 décembre 1930.
La croix était jadis élevée devant la façade occidentale de l'église. 
Elle a été déplacée sur les lieux de l'ancien cimetière qui était alors mitoyen à l'église où elle fait face à la fontaine Sainte-Julitte.
La croix a fait l'objet d'une restauration au début de 2011.